# اجنال
اجنال (به انگلیسی: Ajnale) یک منطقهٔ مسکونی در هند است که در مهاراشترا واقع شده‌است.

## خصوصیات جمعیتی
اجنال بر اساس سرشماری سال ۲۰۰۱ میلادی ۸۷۱ نفر جمعیت دارد. از این میزان ۴۳۶ نفر مرد و ۴۳۵ نفر زن می‌باشند. متوسط نرخ با سوادی در این روستا ۰٪ است. (مقایسه کنید با میانگین کشور هند ۵۹٫۹که % است)
در مجموع ۱۷۳ خانوار در این روستا سکونت دارند.

## اقتصاد
اقتصاد اجنال بر پایه کشاورزی است. پنبه و ارزن از محصول سنتی این دیار است. کشاورزی در این ناحیه متکی به آب باران و رودخان هاست.
در سال مالی ۲۰۰۷–۲۰۰۸ این روستا شاهد ۱۵۷۲۰۰٫۰۰ روپیه درآمد و ۱۴۰۸۰۰٫۰۰ روپیه مخارج بود.